# Rendição de Angostura
No dia 30 de dezembro de 1868, após a derrota em Lomas Valentinas, houve a Rendição de Angostura por parte das tropas paraguaias que ali estavam guarnecidas às forças aliadas sem um único disparo, terminando assim uma série de conflitos vitoriosos da Tríplice Aliança chamados de Dezembrada.

## Contexto
Em 1868 já estava claro que a derrota paraguaia era iminente. Ainda assim López acreditava que poderia derrotar os atacantes muito pelos preparativos feitos em Lomas Valentinas. George Thompson, engenheiro de López havia construído uma trincheira de 9 quilômetros de extensão; havia cerca de 2 000 soldados guarnecidos no Forte de Angostura, além de 18 canhões e o maior canhão já construído na América do Sul, o El Cristiano. Após um avanço rechaçado no dia 21 de dezembro, Caxias ordenou um novo ataque a Lomas Valentinas no dia 27 com avanços frontais e flanqueados sendo vitorioso 3 dias depois.

## O forte
O Forte de Angostura, um dos últimos bastiões do Paraguai cai no dia 30 de dezembro sem combates.